# Bonakanda
Bonakanda ou Wonakanda est une localité du Cameroun, située dans l'arrondissement de Buéa, le département du Fako et la région du Sud-Ouest.

## Géographie
La localité est située sur la route X24 à 8,1 km au nord-est du chef-lieu communal Buéa.

## Population
En 1953, Bonakanda avait 375 habitants. En 1968, Bonakanda comptait 500 habitants, principalement des Bakweri. Lors du recensement de 2005, on a dénombré 1090 personnes.

## Média
La localité est le siège de la radio rurale : Bonakanda Rural Radio diffusant sur la fréquence 92.1 FM.